# Днепр (станция метро, Киев)
«Днепр» (укр. «Дніпро́» (слушать)о файле) —  станция Киевского метрополитена. Находится в Печерском районе у Днепра. Расположена на Святошинско-Броварской линии между станциями «Арсенальная» и «Гидропарк». До 2011 года станция была связана с трамвайной линией, соединяющей её с Контрактовой площадью. Пассажиропоток в 2011 году — 2,8 тысячи чел./сутки. По состоянию на 2019 год является наименее загруженной станцией Киевского метрополитена. Первая надземная станция Киевского метрополитена с береговыми платформами.

## История
Открыта 6 ноября 1960 года в составе первой очереди строительства.
До 1965 года — конечная станция. Поезда прибывали со стороны «Арсенальной» на первый путь, проводили высадку пассажиров на левую платформу (если стоять лицом к Днепру), которая в то время находилась на месте второго пути, после принимали пассажиров с правой платформы и отправлялись обратно в сторону «Арсенальной».
Также с 1960 по 1965 год через станцию «Днепр» осуществлялась передача вагонов, поставляемых для Киевского метрополитена. Вагоны поступали в Киев по железной дороге на станцию Дарница. Затем через соединительную ветку их перемещали на трамвайную линию, по которой они следовали через Днепр по мосту Патона, а затем по набережной к станции «Днепр».
Под эстакадой был смонтирован поворотный круг, рассчитанный на один вагон. Заехав на этот круг, вагон поворачивался на 90° и, оказавшись точно под станцией, поднимался вверх специальным подъёмником. Попавший на станцию вагон отгоняли в тоннель, и за ним поднимали следующий. Аналогично осуществлялся спуск вагонов в депо для проведения технического осмотра и ремонта. Депо «Днепр» располагалось в небольшом здании, слева от наземного вестибюля станции, и было рассчитано на два вагона.
С 24 февраля 2022 года по 8 марта 2024 года станция была закрыта из-за вторжения России на Украину.

## Описание
Станция расположена около подножья крутого склона правого берега реки Днепр. От станции «Днепр» начинается наземный участок Святошинско-Броварской линии.
Первая станция Киевского метрополитена берегового типа, наземная и открытая. Боковые посадочные платформы расположены на эстакаде над набережной. Часть платформы на ІІ пути расположена по дуге. Платформы связаны лестницей с наземным вестибюлем, который размещён со стороны берегового склона и имеет два выхода на набережную. Со стороны реки от каждой платформы отходят мостики к пилонам из стекла и бетона, в которых размещены лестницы для высадки и посадки пассажиров (в настоящее время эти выходы не работают). Эти пилоны служат также пьедесталами для двух монументальных скульптур «Труд» («XX век») в виде фигуры рабочего (скульпторы Э. М. Кунцевич, Б. М. Карловский) и «Мир» в виде женщины с голубями (скульпторы Ф. А. Коцюбинский, К. А. Кузнецов, И. С. Горовой), установленных в 1965 году.
Продолжением эстакады служит мост Метро арочной конструкции, совмещённый с автотранспортным мостом, построенный в 1965 году. Станция вместе с мостом Метро создает единый архитектурный ансамбль.
С 2008 года станция имеет статус «только что выявленный объект культурного наследия», памятник архитектуры и градостроительства, науки и техники, охранный номер — 529/1-Кв.
По состоянию на 2012 год станция имеет самую большую длину платформы в Киевском метрополитене. Традиционная длина платформы для Киева — 100—104 метра против 124 метров на станции «Днепр». Теоретически станция рассчитана на шестивагонный состав, однако на практике его не сможет принять ни одна другая станция на линии.
«Днепр» — единственная станция метро на территории бывшего СССР, у которой отсутствует крыша (ранее такой станцией была и станция «Гоциридзе», Тбилисского метрополитена, однако после реконструкции в 2022 году крыша у станции появилась).

## Режим работы
Открытие — 5:41, закрытие — 22:36.
Отправление первого поезда в направлении:
- ст. «Лесная» — 6:03
- ст. «Академгородок» — 5:46

Отправление последнего поезда в направлении:
- ст. «Лесная» — 22:32
- ст. «Академгородок» — 22:16

## Изображения

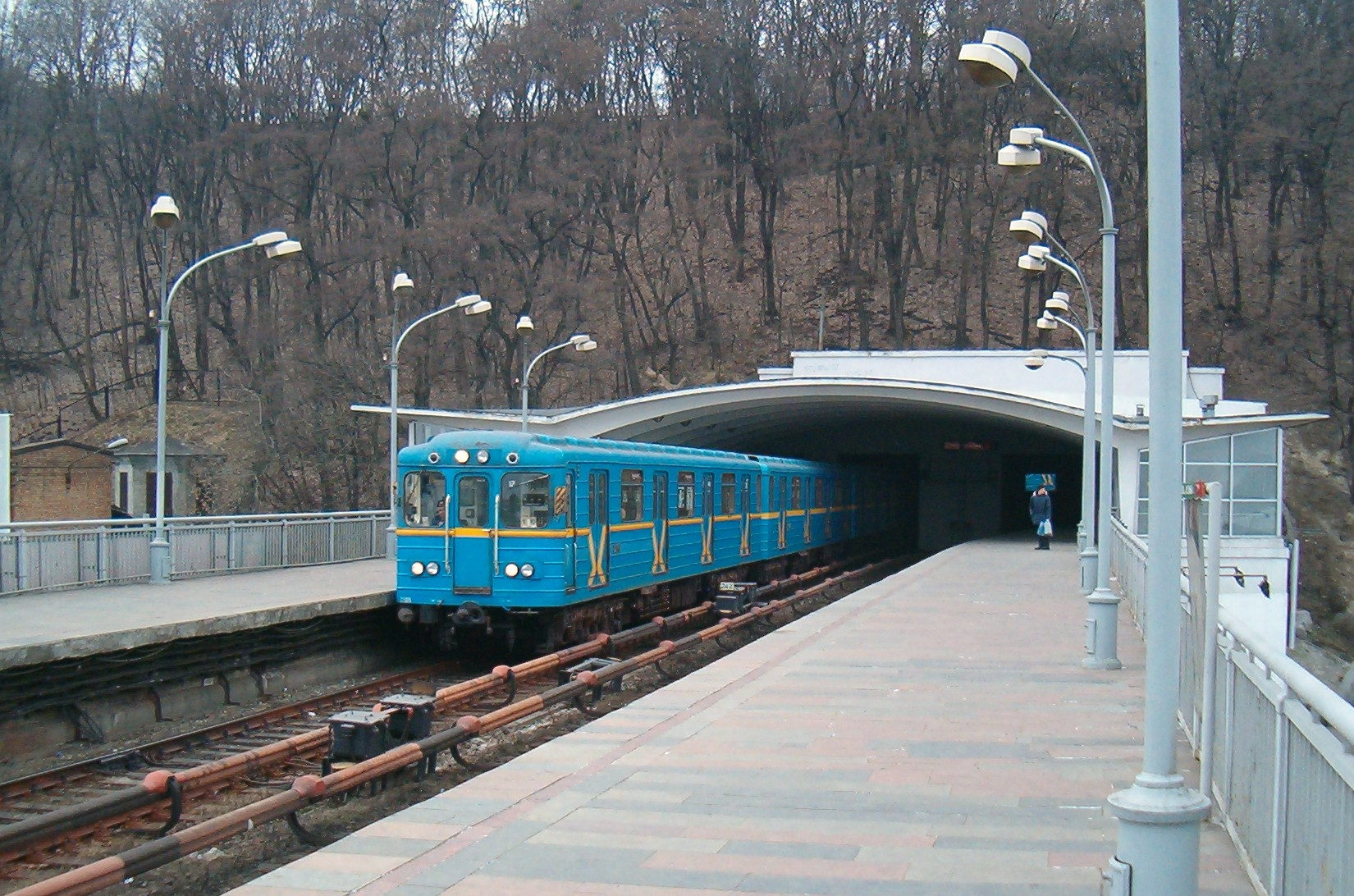
Платформа станции
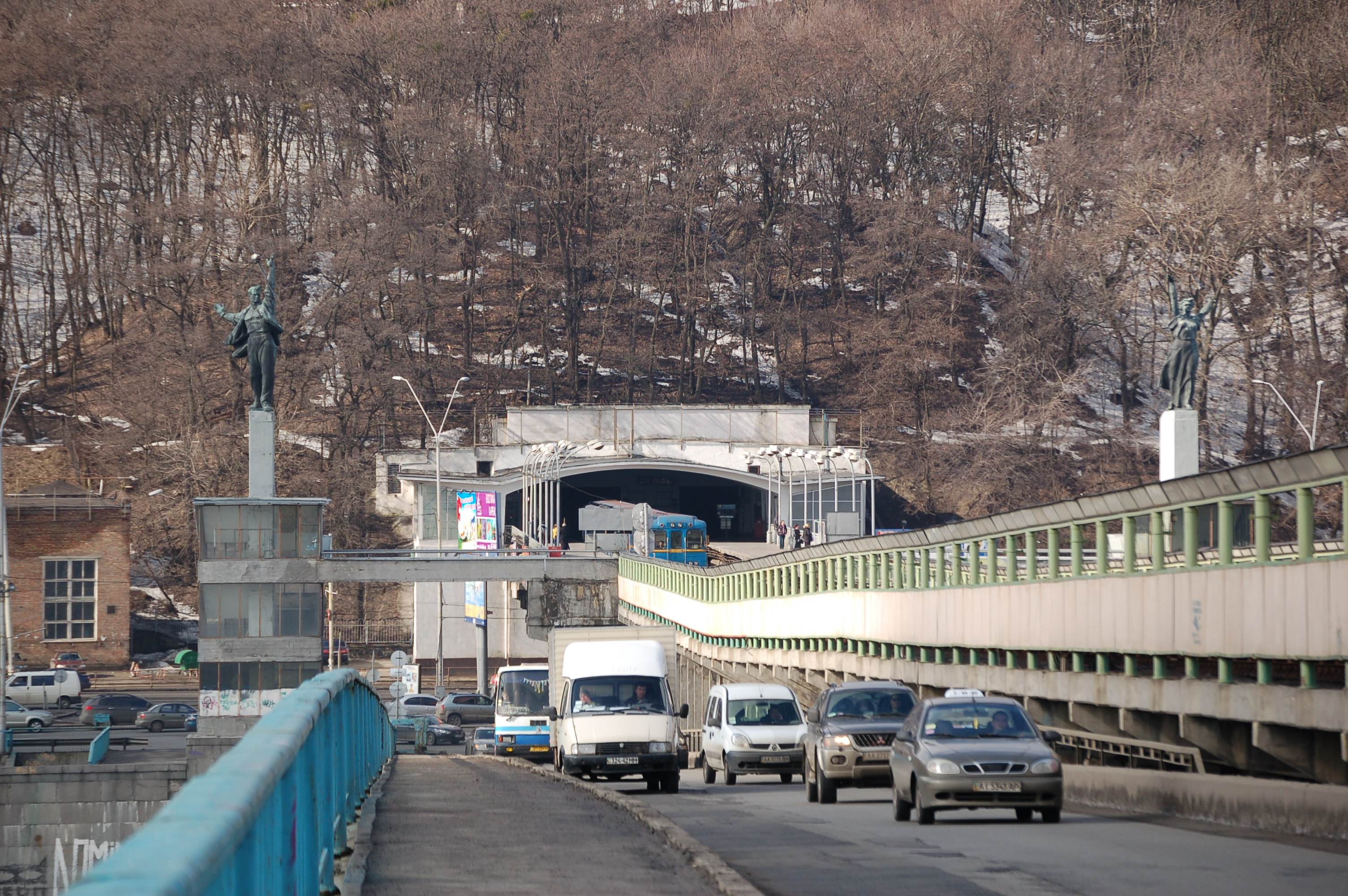
Станция, вид с моста
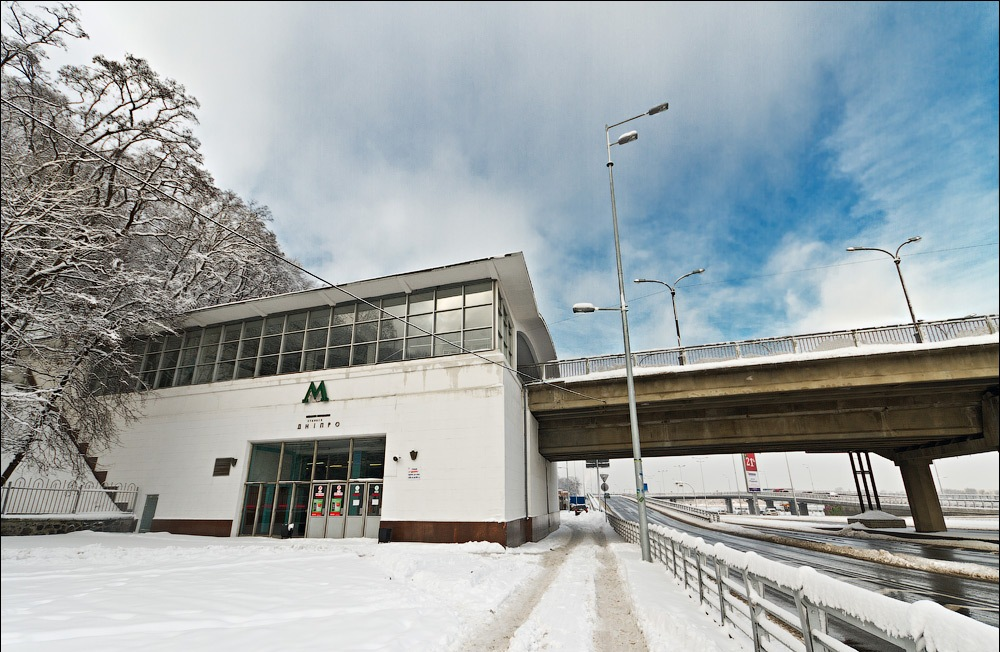
Вестибюль станции
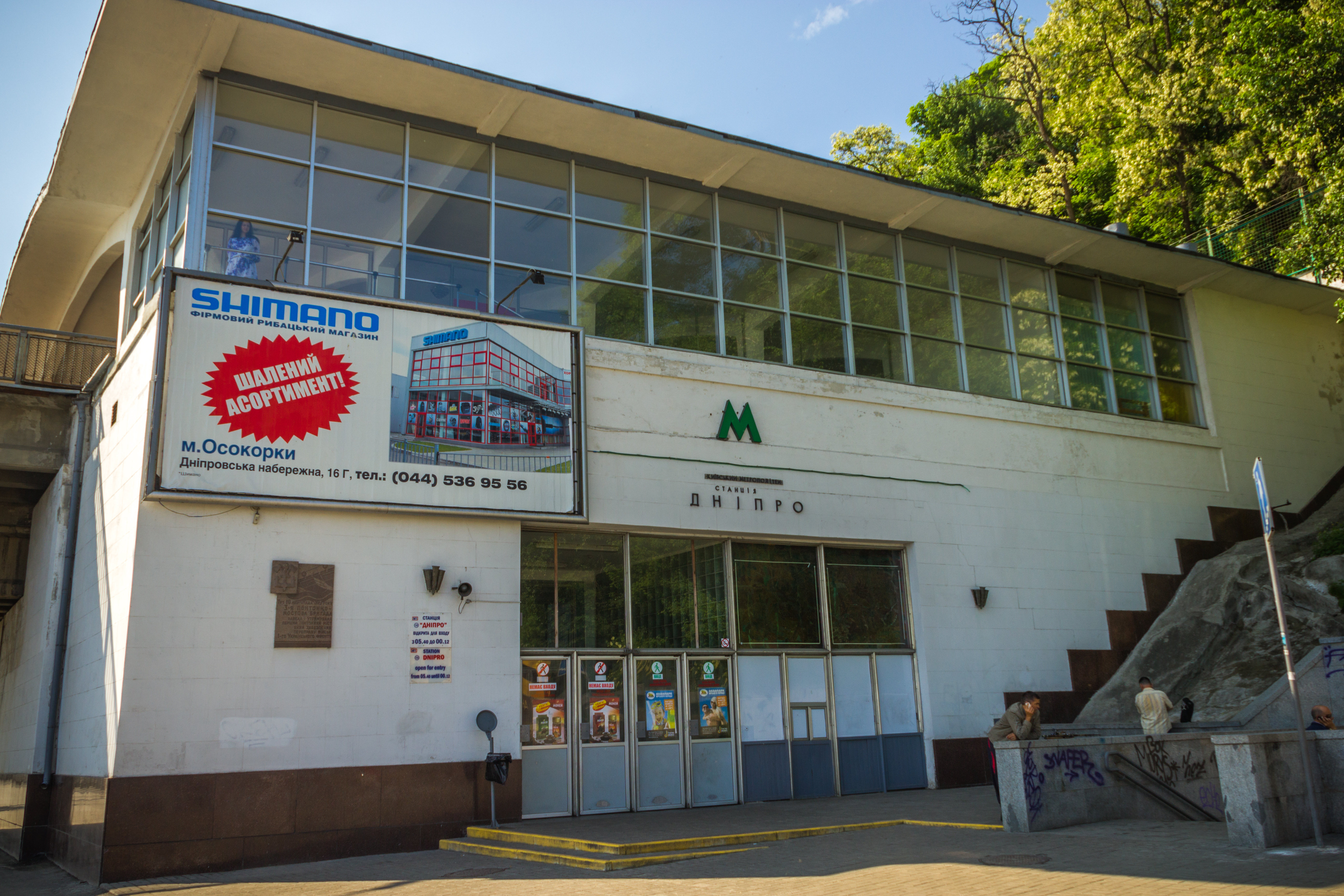
Вестибюль станции
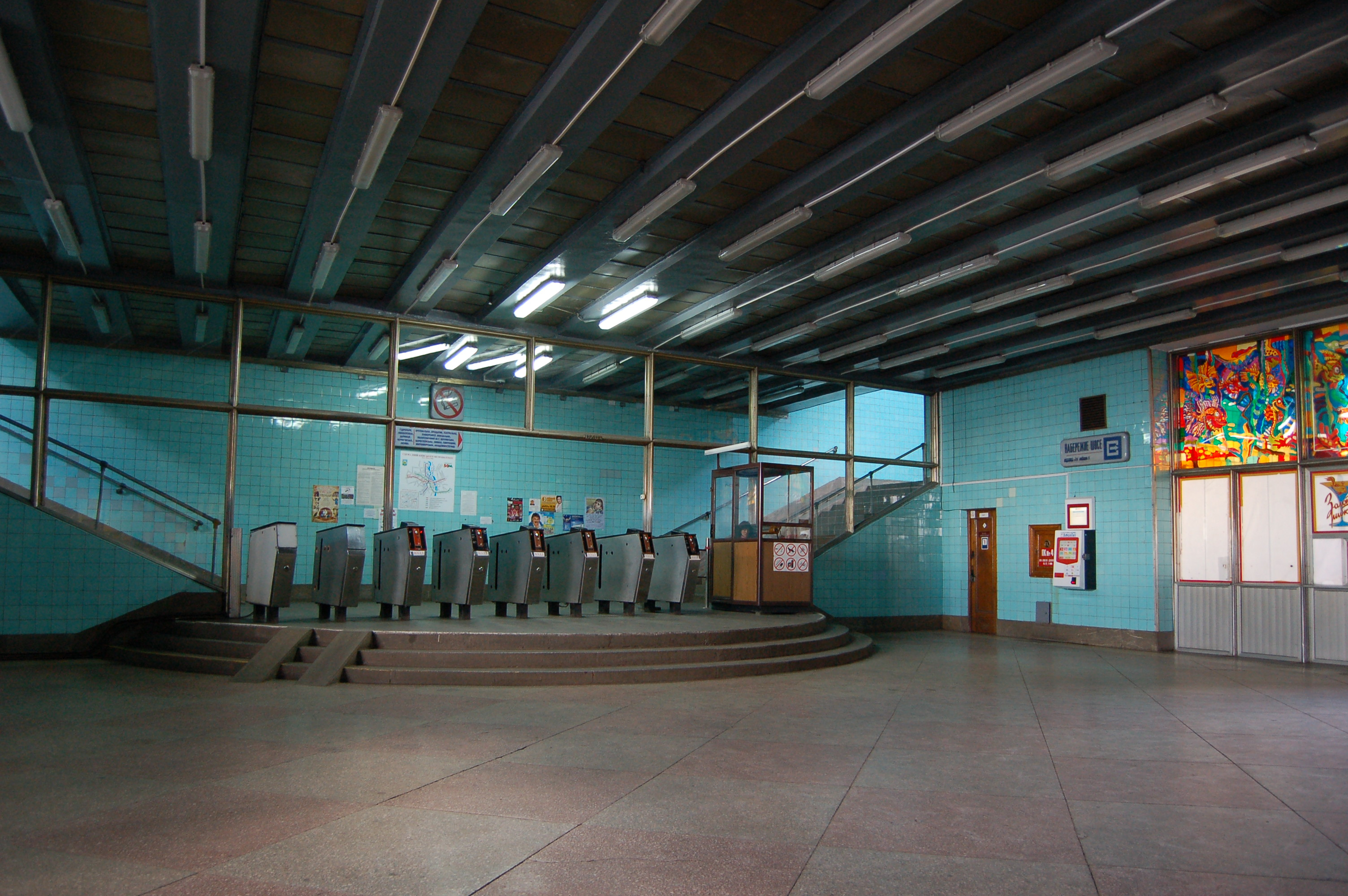
Вестибюль станции
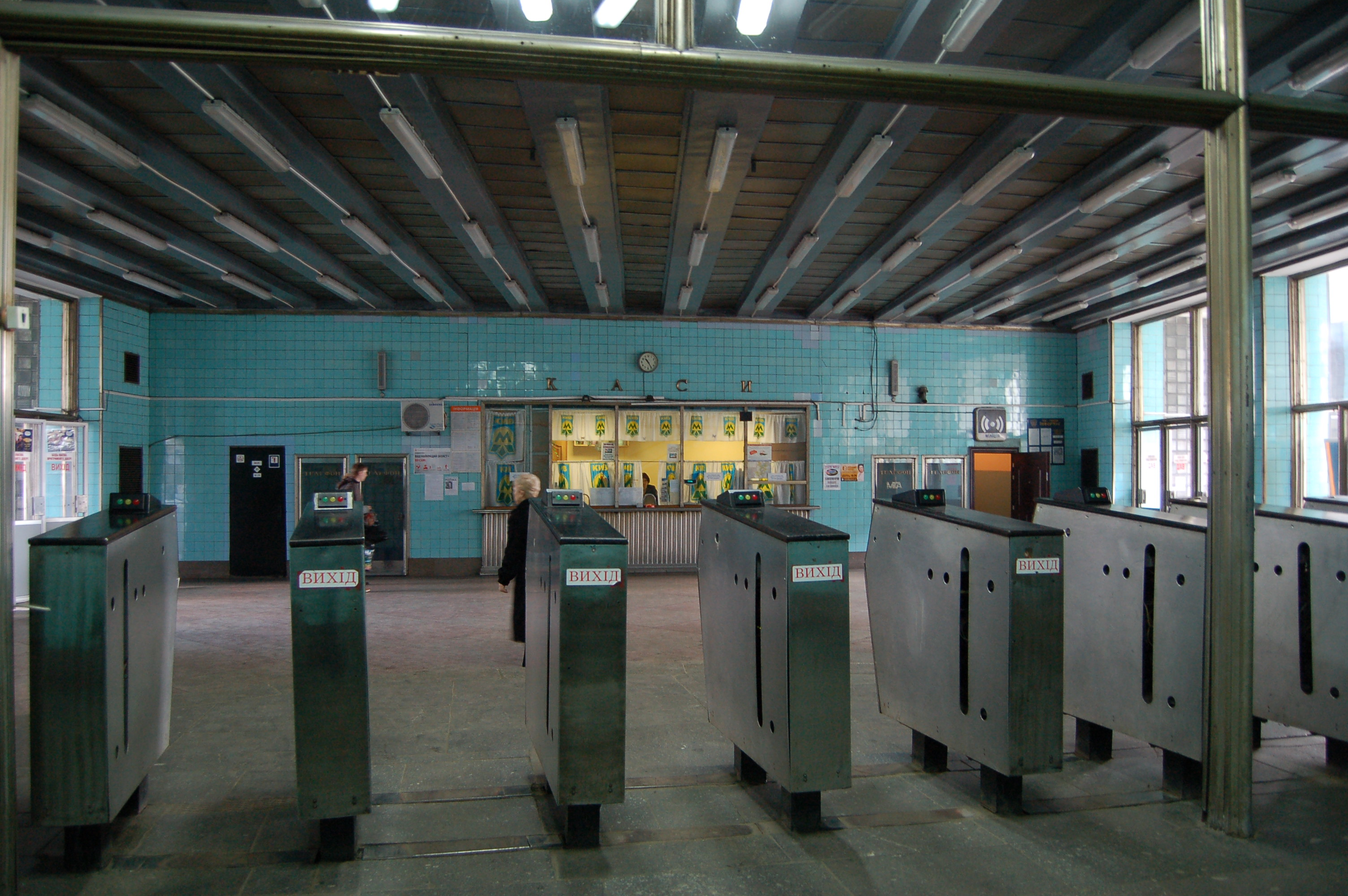
Вестибюль станции
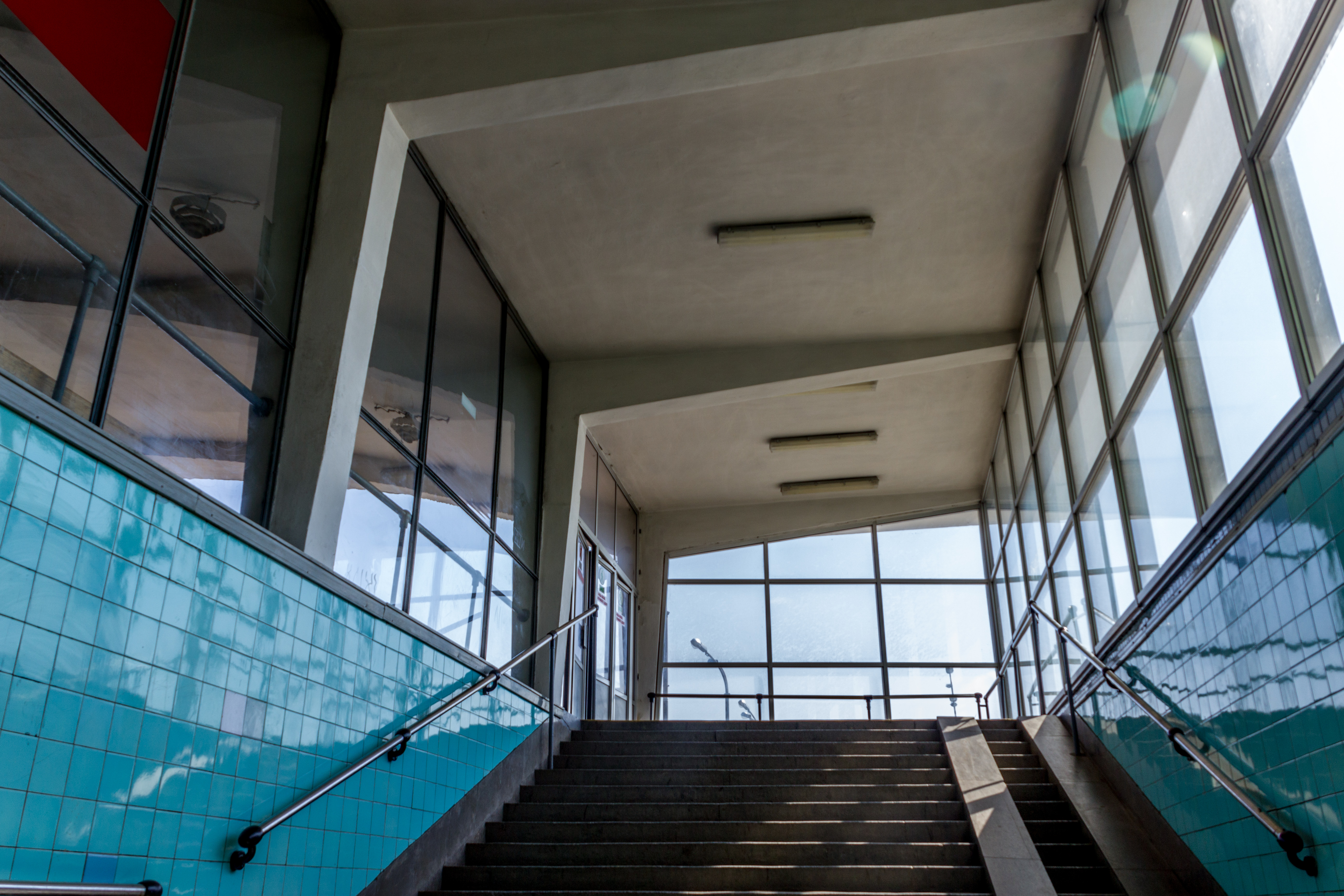
Лестница на платформу
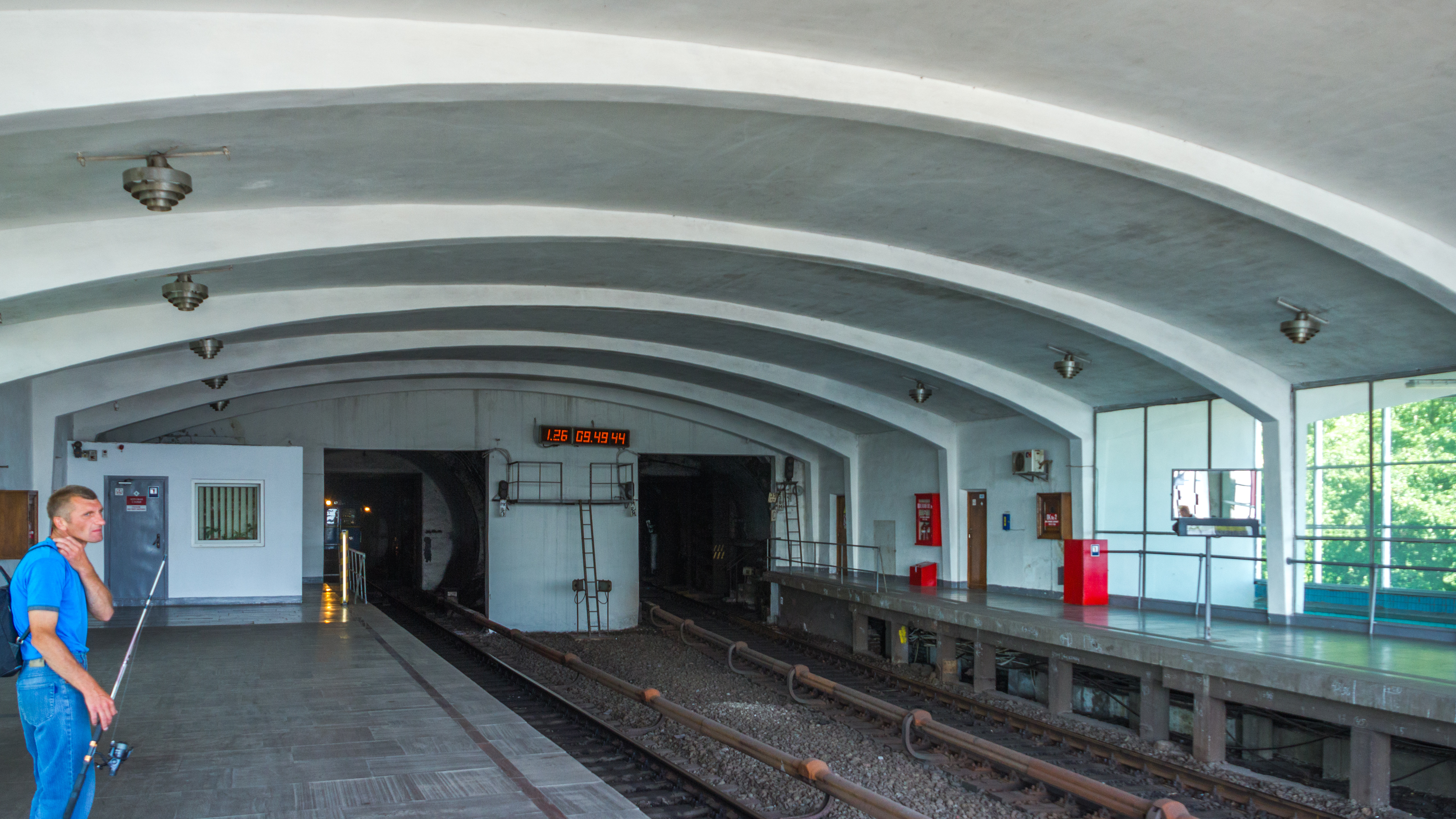
Порталы тоннелей
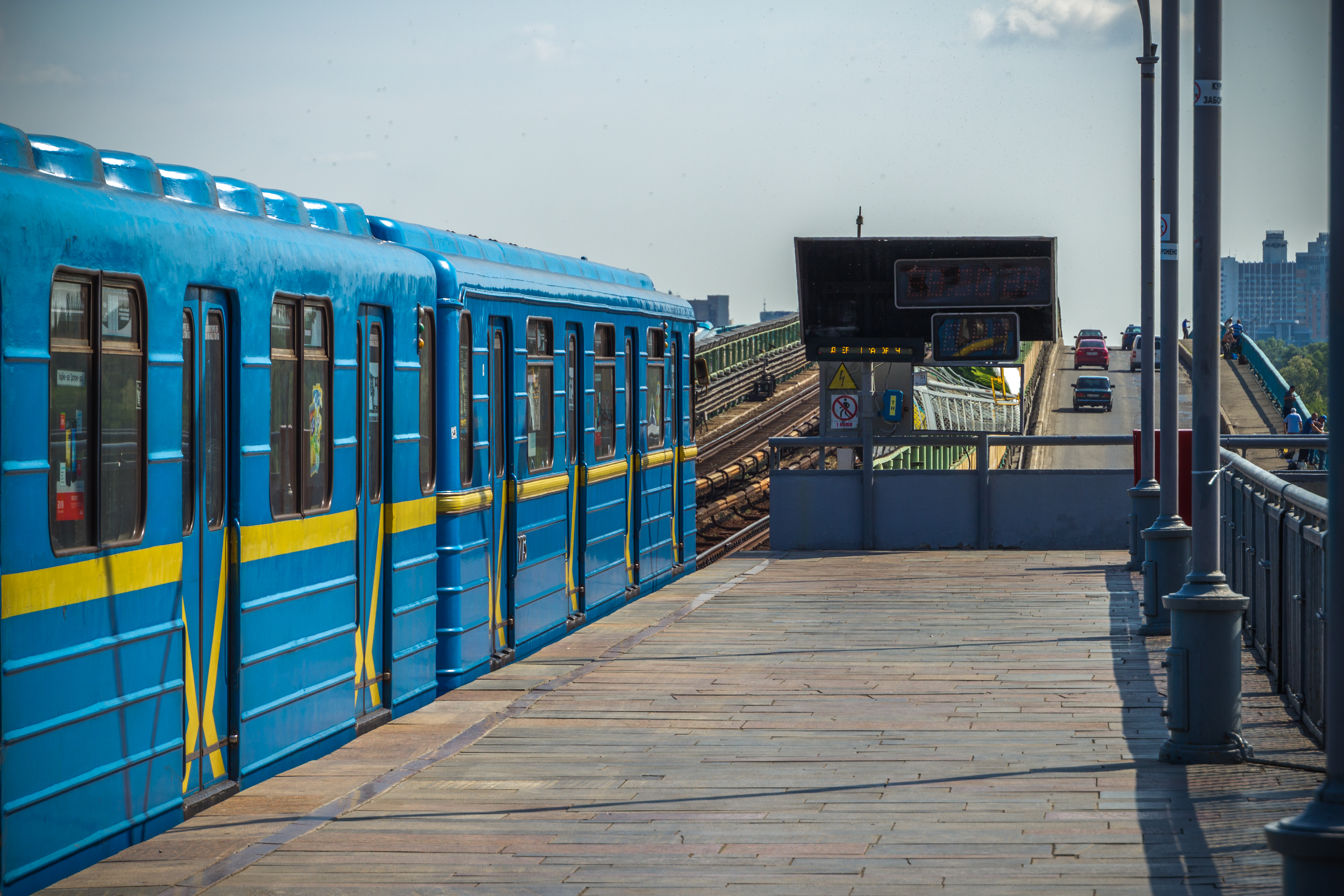
Посадочная платформа
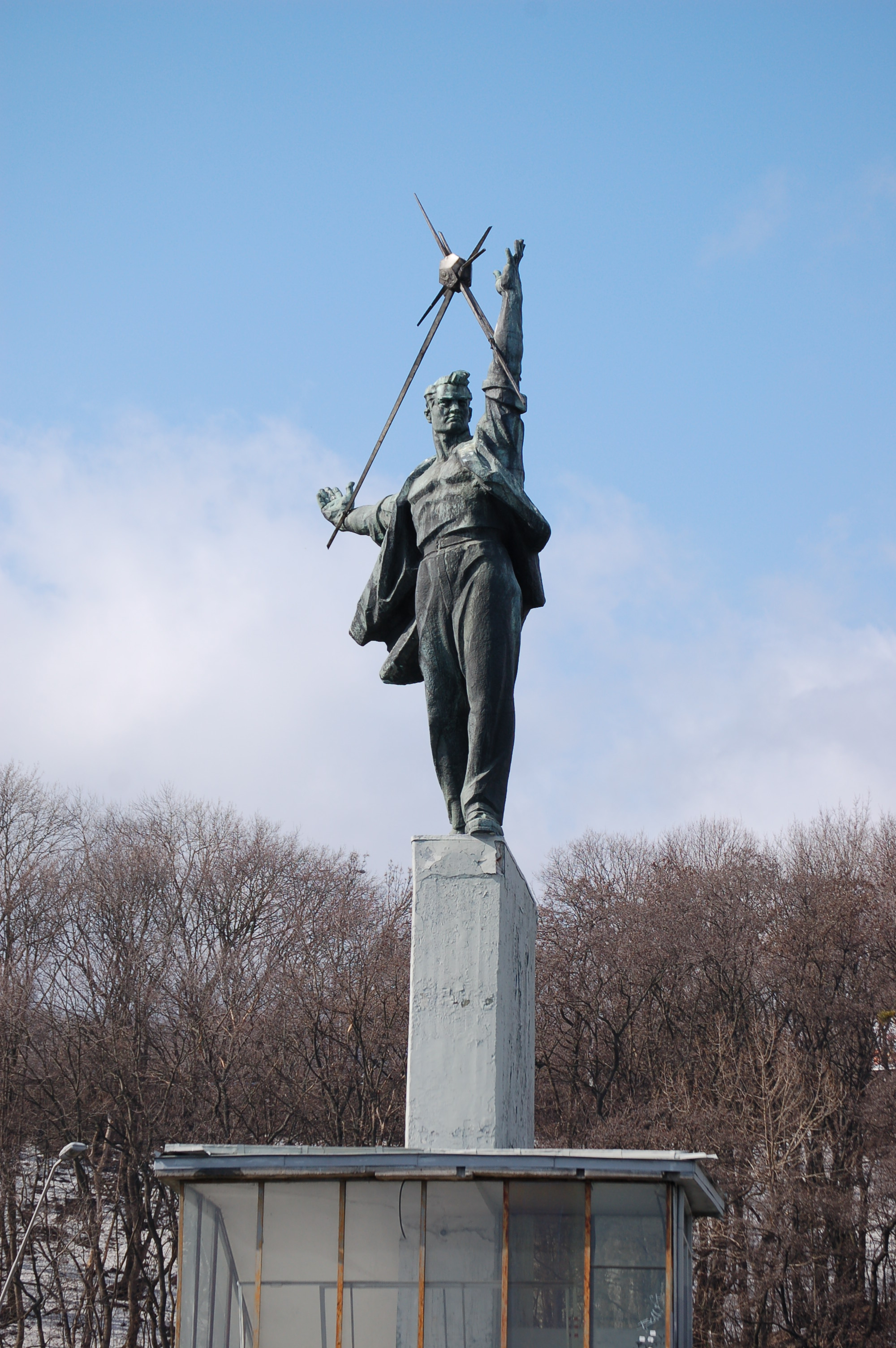
Монументальная скульптура «Труд»
Монументальная скульптура «Мир»
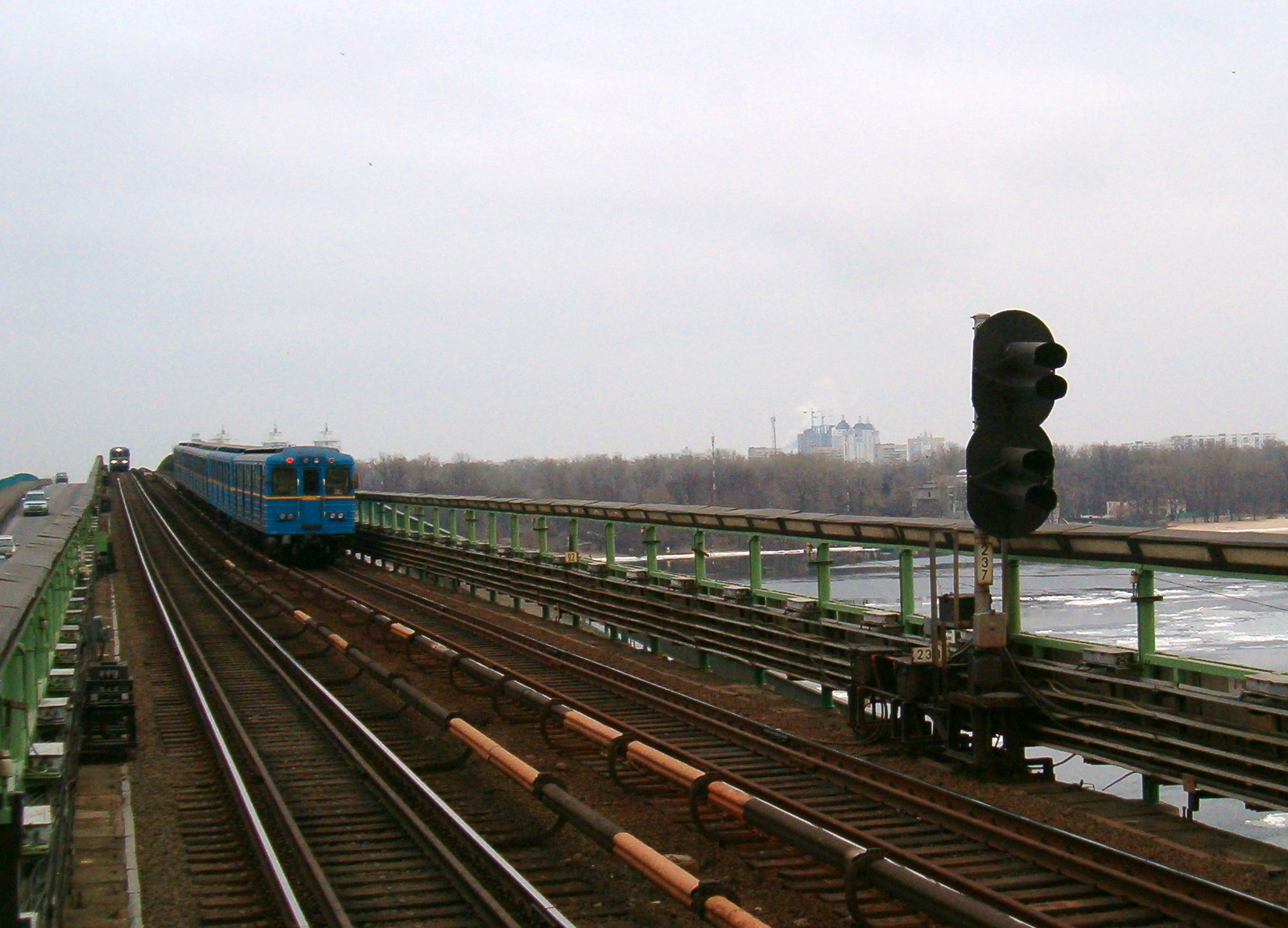
Поезда на мосту Метро

## Видео
- Макет лифта для вагонов на станции «Днепр» в действии (3,9 Mb) Архивная копия от 29 февраля 2008 на Wayback Machine